# St. Antonius (Lohne)

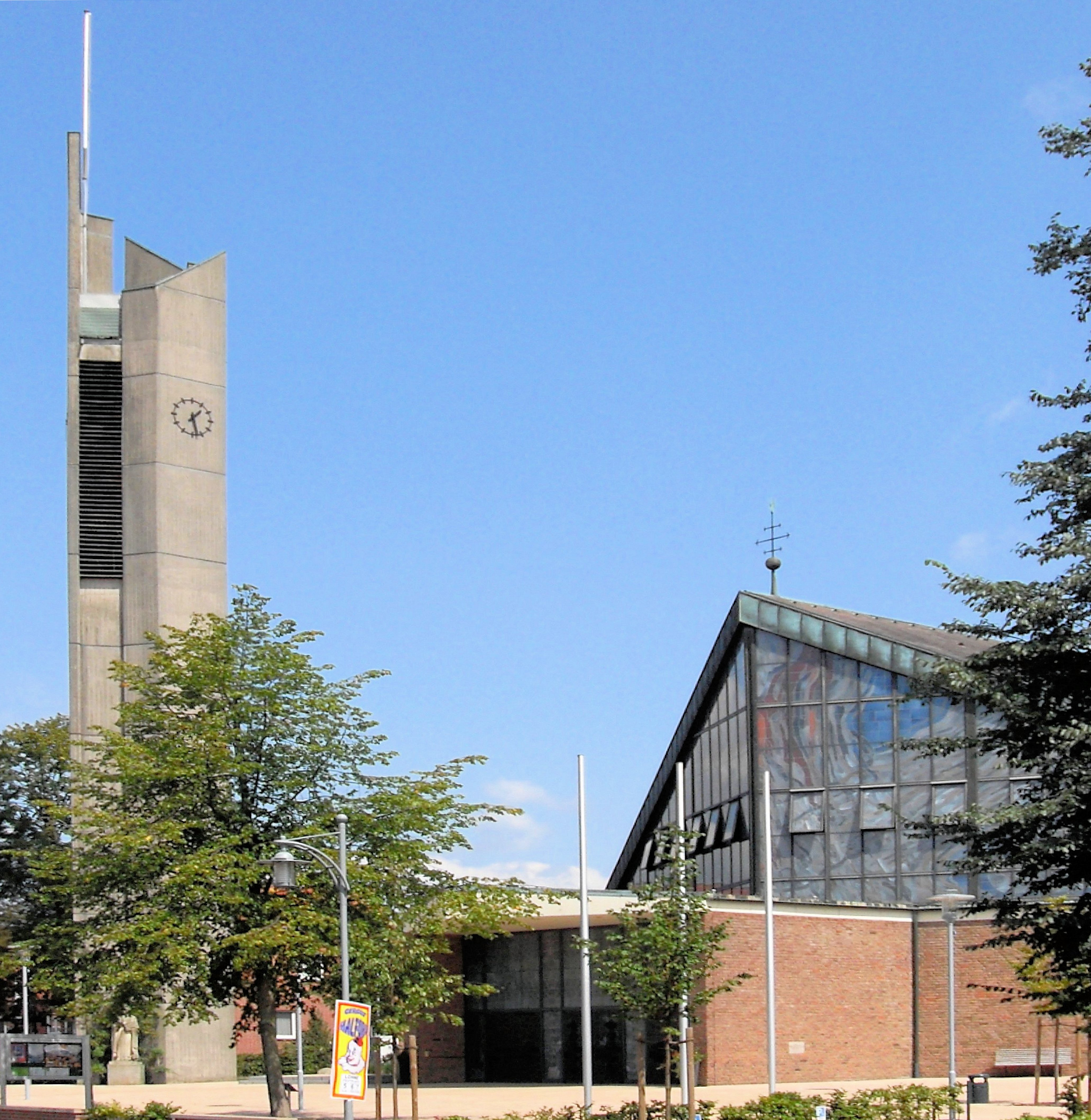
Die Kirche St. Antonius in Lohne

St. Antonius Abt ist die römisch-katholische Kirche im Ortsteil Lohne der Einheitsgemeinde Wietmarschen im niedersächsischen Landkreis Grafschaft Bentheim.

## Geschichte
Am 24. August 1852 wurde eine Kirche in Mittellohne eingeweiht. Diese wurde im Jahr 1970 abgerissen, weil sie zu klein geworden war. Die neue Kirche wurde, wiederum an derselben Stelle, am 30. September 1972 von Bischof Helmut Hermann Wittler feierlich eingeweiht.
Der hl. Antonius ist der Patron der Kirchengemeinde. Er ist Patron der Bauern und der Haustiere.

## Gebäude und Ausstattung
Der Baukörper der großen Kirche hat ein Sechseck zur Grundlage. Als Saalkirche bietet sie allen Gläubigen eine gute Sicht zum Altar.
Das Portal der Kirche hat drei Bronzetüren, die die Geschichte Gottes mit den Menschen auf Reliefs darstellen.

## Glockenturm und Kirchplatz
Der Glockenturm steht neben der Kirche. Er wurde 1976 gebaut. Im Turm läuten fünf Glocken: D′, E′, G′, A′ und H′.
Seit 1982 steht am Fuße des Turms eine Antoniusfigur, die vorher im Giebelfeld der alten Kirche stand.
Im Jahr 2010 wurde der Kirchplatz neu gestaltet. Der Brunnen stellt drei für Lohne bedeutende Persönlichkeiten dar:
- Weihbischof Niels Stensen war am 30. Juli 1681 in Schepsdorf und firmte auch junge Christen aus Lohne.
- Heinrich Bürschen aus Lohne feierte 1911 seine Heimatprimiz. Er wurde Steyler Missionar auf den Philippinen.
- Kaplan Hermann Lange aus Leer vertrat im April 1939 den erkrankten Pastor in Lohne. Zusammen mit Kaplan Johannes Prassek und Kaplan Eduard Müller und dem evangelischen Pastor Karl Friedrich Stellbrink wurde er am 10. November 1943 hingerichtet.